# Чамисо, Франк
Франк Чамисо Маркес (исп. Frank Chamizo Márquez; род. 10 июля 1992, Матансас) — кубинский и итальянский борец вольного стиля, неоднократный чемпион мира, четырёхкратный чемпион Европы и Панамериканского чемпионата, призёр Олимпийских и Европейских игр.

## Биография
Родился в 1992 году в Матансасе (Куба). В 2010 году стал чемпионом Панамериканского чемпионата и бронзовым призёром чемпионата мира.
С 2013 года выступает за Италию. В 2015 году стал серебряным призёром бакинских Европейских игр. В сентябре 2015 года выиграл золото чемпионата мира в Лас-Вегасе, став единственным представителем Италии, выигравшим медаль на турнире. В марте 2016 года выиграл золото чемпионата Европы в Риге. В сентябре 2017 года выиграл золото чемпионата мира в Париже, став двукратным чемпионом мира. Дойдя до полуфинала не смог пройти в финал, однако в схватке за 3-е место одержал победу и стал бронзовым призёром Олимпийских игр 2016 года в Рио-де-Жанейро
В 2019 году в Бухаресте на чемпионате Европы стал победителем. Это его третья высшая награда на континентальных первенствах. На чемпионате мира в Нур-Султане стал серебряным призёром.
В феврале 2020 года на чемпионате континента в итальянской столице, в весовой категории до 74 кг Франк в схватке за чемпионский титул победил спортсмена из России Магомедрасула Газимагомедова и завоевал золотую медаль европейского первенства.
В 2022 году, выступая в весовой категории до 74 кг, завоевал серебряную медаль на чемпионат Европы в Будапеште и бронзовую медаль на чемпионате мира в Белграде.
В сентябре 2022 года Чамизо выиграл бронзу на чемпионате мира 2022 года. Однако, в марте 2023 года Объединенный мир борьбы лишил его бронзовой медали турнира за употребление допинга.
В апреле 2024 года на Европейском квалификационном турнире в Баку ему удалось дойти до полуфинала, где он в напряжённой схватке в весовой категории до 74 кг скандальным решением уступил Турану Байрамову из Азербайджана, которого до этого побеждал на Олимпиаде в Токио. Позже Чамисо заявил, что ему предлагали 300 тысяч долларов за проигрыш в этой схватке и обвинил судей в коррупции. Итальянская федерация борьбы обратилась с официальной жалобой в Объединенный мир борьбы (UWW) в связи с результатами схватки, после чего были созданы две комиссии для независимого анализа решений судейства в этом поединке. Комиссии рассмотрели схватку и все связанные с ним предполагаемые ошибки и выявили ряд ошибок во время судейства, в связи с чем дисциплинарный комитет UWW принял решение отстранить ряд судей встречи сроком от 2 до 8 месяцев. Несмотря на это, Байрамов остался победителем схватки, поскольку согласно статье 53 Международных правил борьбы ни при каких обстоятельствах результат поединка не может быть изменен после объявления победы на ковре.